# Kích dục bằng chân

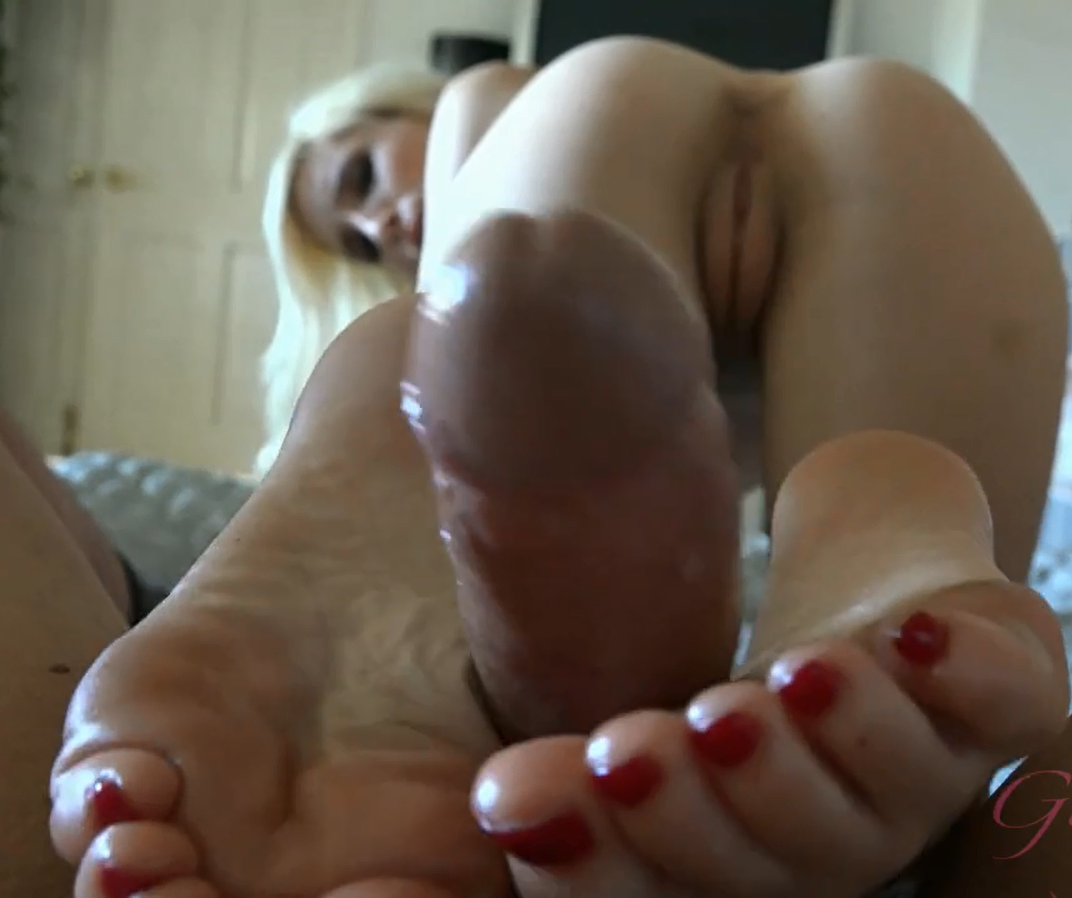
Một cô gái đang kích dục bằng chân trong khi có thể nhìn thấy từ phía sau cô ấy

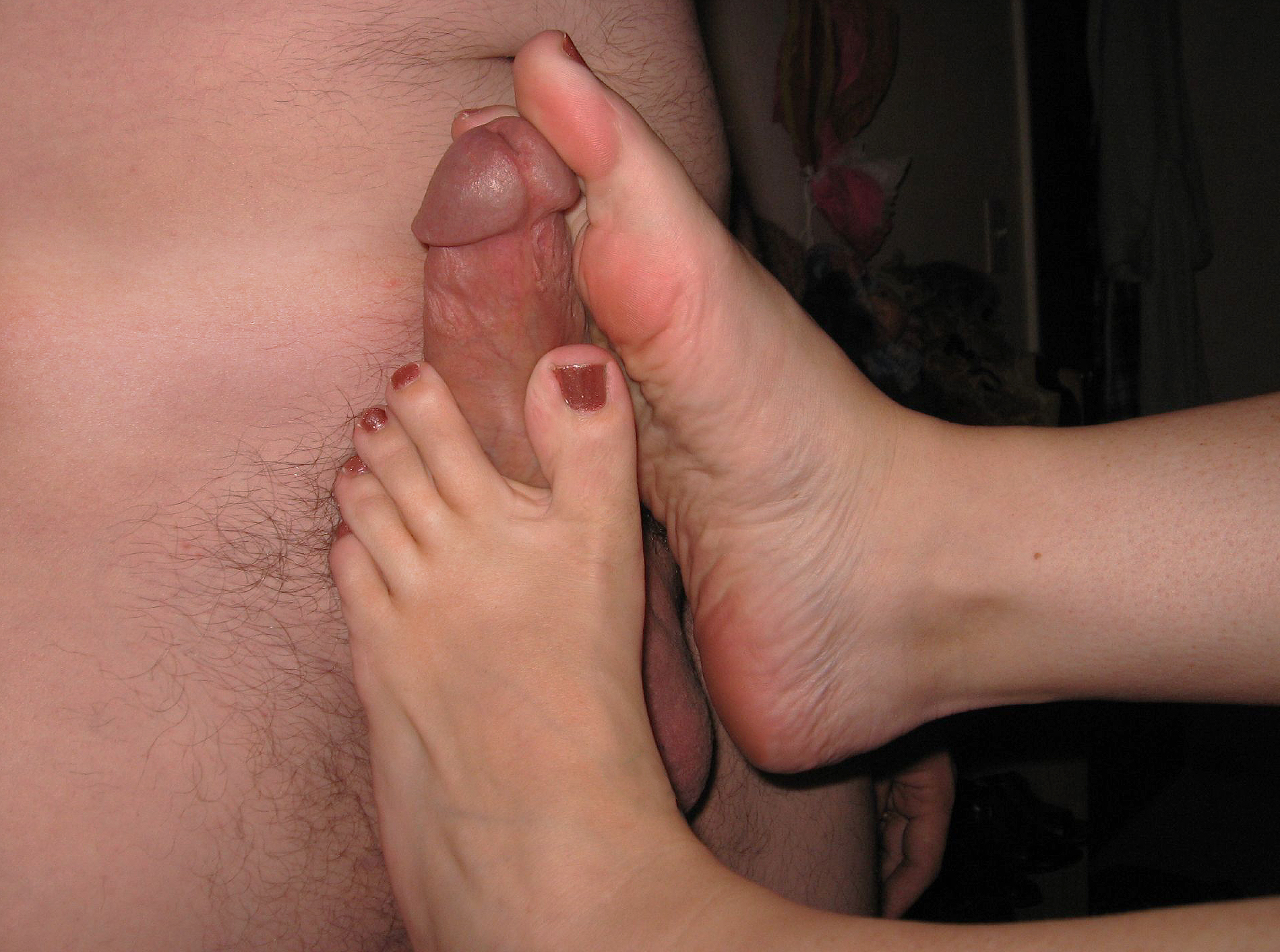
Kích dục dương vật bằng chân

Footjob (kích dục bằng chân) là một hoạt động tình dục không xâm nhập trong đàn bà dùng chân để kích thích khoái vật dương vật cương cứng. Footjob phổ biến ở nam giới hơn: một người dùng bàn chân, đàn bà ngón chân vuốt dương vật hay bìu dái.